# Сапотитлан-де-Вадильо
Сапотитлан-де-Вадильо (исп. Zapotitlán de Vadillo) — посёлок в Мексике, в штате Халиско, входит в состав одноименного муниципалитета и является его административным центром. Численность населения, по данным переписи 2020 года, составила 4214 человек.

## Общие сведения
Название поселения составное: Zapotitlán с языка науатль можно перевести как: место, где растёт сапота, а Vadillo в честь губернатора Басилио Вадильо.
Поселение было основано в 542 году группой индейцев тольтеков.
В 1460 году Сапотитлан вошёл в состав королевства Колима, когда индейцы пурепеча начали расширять своё влияние.
В 1525 году регион был покорён Франсиско Кортесом.
6 апреля 1968 года название поселения было изменено на Сапотитлан-де-Вадильо в память о выдающемся уроженце Базилио Вадильо, который был видным политиком, просветителем и губернатором Халиско.
Сапотитлан-де-Вадильо расположен в 190 км к югу от столицы штата, города Гвадалахара, в 15 км от региональной автодороги 429.

## Население
| Год  | Численность | Численность |
| ---- | ----------- | ----------- |
| 2000 | 2824        | [ 7 ]       |
| 2010 | 3530        | [ 8 ]       |
| 2020 | 4214        | [ 9 ]       |